# Hallandsposten
Hallandsposten (HN) est un quotidien suédois, publié à Halmstad. Il est publié 7 jours par semaine. Sa ligne éditoriale est « social libérale ».
Il a été créé en 1850 par Peter Jeunsson, et est passé au format tabloïd le 13 février 2007.